# Weird City
Werid City es una serie web estadounidense de antología y ciencia ficción humorística transmitida por YouTube Premium. Se estrenó el 13 de febrero de 2019.

## Sinopsis
Weird City está ambientada en una metrópolis de un futuro no muy lejano llamada Weird.  Cada episodio trata sobre diferentes cosas cotidianas de esa realidad.

## Producción

### Desarrollo
El  28 de junio de 2018, se anunció que YouTube ordenó la serie, con seis episodios la primera temporada. También se anunció que Adam Bernstein dirigirá los primeros dos episodios y que Jose Molina es el showrunner. Está escrita por Jordan Peele y Charlie Sanders. Los productores ejecutivos incluyen a Pelee, Sanders, Bernstein, Win Rosenfeld, Tom Lesinski, Jenna Santoianni , Sam Hansen, Jimmy Miller y Keith Raskin. Las empresas productoras son Monkey Paw Productions, Sonar Entertainment, Mosaic y Raskal Productions.

### Casting
El 27 de julio de 2018, se anunció que los protagonistas de la serie son Will Smith, Jordan Peele, Kirsten Dunst y Robert Downey Jr. También se anunció que los actores que aparecerán como invitados en la primera temporada son Sara Gilbert, Dylan O'Brien, Ed O'Neill, Rosario Dawson, Michael Cera, Laverne Cox y LeVar Burton.

### Lanzamiento
El 9 de enero de 2019, se publicó el tráiler de la serie. Se estrenó el 13 de febrero del mismo año.

## Episodios
| N.º | Título                                  | Dirigido por   | Escrito por                      | Fecha de emisión original |
| --- | --------------------------------------- | -------------- | -------------------------------- | ------------------------- |
| 1   | «The One»                               | Adam Bernstein | Charlie Sanders y Jordan Peele   | 13 de febrero de 2019     |
| 2   | «A Family»                              | Adam Bernstein | Charlie Sanders                  | 13 de febrero de 2019     |
| 3   | «Go to College»                         | Tricia Brock   | Charlie Sanders                  | 13 de febrero de 2019     |
| 4   | «Smart House»                           | Tricia Brock   | Charlie Sanders y Jose Molina    | 13 de febrero de 2019     |
| 5   | «Chonathan, Mulia, Barsley y Phephanie» | Amy Heckerling | Charlie Sanders y Suzanne Wrubel | 13 de febrero de 2019     |
| 6   | «Below»                                 | Amy Heckerling | Charlie Sanders                  | 13 de febrero de 2019     |